# 郝玉生
郝玉生（1926年—），男，直隶（今河北）武强人，中国新闻纪录电影摄影师、导演，曾任中国电影家协会理事，第三届全国人大代表。